# Szeptycki
Szeptycki (ukr. Шептицький, Szeptyćkyj), Krystynopol  – miasto na Ukrainie, w obwodzie lwowskim, stolica rejonu szeptyckiego, 9 km na południe od miasta Sokal, 15 km na wschód od granicy z Polską, u ujścia Sołokii do Bugu.
Do 1951 roku miejscowość nosiła nazwę Krystynopol (ukr. Кристинопіль, Krystynopil), a w latach 1951–2024 Czerwonogród (ukr. Червоноград, Czerwonohrad).
W granicach miasta znajdują się od 1951 dawne wsie Nowy Dwór i Klusów.

## Nazwa
Do 1951 miasto nosiło nazwę Krystynopol (ukr. Кристинопіль, Krystynopil) na pamiątkę Krystyny z Lubomirskich Potockiej, żony założyciela miasta Feliksa Kazimierza Potockiego.
Nazwa Czerwonogród nadana w czasach ZSRR miała na celu nawiązanie do pobliskich Grodów Czerwieńskich, z którymi jednak miasto nie miało nic wspólnego. Poza tym podobną nazwę nosił już gród Czerwonogród nad Dniestrem w obwodzie tarnopolskim.
Po uzyskaniu niepodległości przez Ukrainę pojawiały się postulaty powrót do dawnej nazwy, taki postulat zgłaszał także ukraiński Instytut Pamięci Narodowej. 20 marca 2024 roku do Rady Najwyższej Ukrainy wystosowano wniosek o zmianę nazwy miasta na Szeptycki (Шептицький), która zyskała poparcie miejscowej ludności. Nazwa nawiązuje do metropolity Andrzeja Szeptyckiego, który w 1892 r. w miejscowym klasztorze złożył śluby zakonne, a w późniejszych latach wykładał teologię. 19 września Rada Najwyższa Ukrainy postanowiła zmienić nazwę miasta na Szeptycki, postanowienie weszło w życie 26 września 2024 roku.

## Historia
W 1692 Feliks Kazimierz Potocki – hetman wielki koronny i wojewoda krakowski – założył na części ziem dzisiejszego Szeptyckiego miasteczko, które nazwał dla uczczenia swojej żony Krystyny z Lubomirskich – Krystynopolem i uczynił z niego swoją główną siedzibę (poprzednią rezydencja hetmana znajdowała się w miasteczku Tartaków). W tym samym roku Potocki ufundował też drewniany kościół katolicki św. Ducha, który wkrótce spłonął, oraz pierwszy klasztor. Z końcem XVII w. powstał także pierwszy pałac.
Syn Feliksa, Józef Felicjan Potocki, w 1703 wzniósł nowy murowany kościół, który po II wojnie światowej i wysiedleniu z tutejszych terenów Polaków popadł w ruinę, a w 1988 został przekazany prawosławnym i przez nich wyremontowany, obecnie jest użytkowany jako cerkiew. Kolejny właściciel Krystynopola – syn Józefa, Franciszek Salezy Potocki – wzniósł w latach 1756–1762 na miejscu starego, nowy murowany pałac zwany zamkiem. Za jego czasów w mieście znajdował się już klasztor bernardynów, swoją architekturą współgrający z miejscowym pałacem. Franciszek Salezy był także fundatorem cerkwi św. Jura i klasztoru Bazylianów.
W 1781 jego syn, Szczęsny Potocki, sprzedał Krystynopol i przynależne doń dobra, gdyż w 1772 roku znalazły się one w wyniku rozbioru Polski we władaniu austriackim, a sam przeniósł się z rodziną do Tulczyna na Podolu. Od tego czasu Krystynopol przechodził z rąk do rąk. Nabywcą po Potockich został Adam Poniński, marszałek sejmu z lat 1773–1775, a później Krystynopol stanowił własność m.in. Starzeńskich i Fuchsów. W XIX wieku miasto i okolice należały do rodziny Wiśniewskich, mających duże wpływy na dworze cesarskim. 29 grudnia 1876 Tadeusz Stanisław Wiśniewski herbu Prus I otrzymał tytuł hrabiowski, był też szambelanem C.K. W 1890 miasto liczyło 3565 mieszkańców, w tym 2722 Żydów. Miasto w rękach rodziny Wiśniewskich pozostawało do roku 1936.
Podczas I wojny światowej miasteczko zostało bardzo zniszczone, uszkodzono i zdewastowano także zamek Potockich, w którym żołnierze wyrwali drzwi, okna, kaflowe piece i schody.
W okresie międzywojennym Krystynopol znajdował się w granicach II Rzeczypospolitej, w powiecie sokalskim w województwie lwowskim. W 1921 r. liczył 2809 mieszkańców, w tym Polaków 1876 osób, Żydów 754 i Rusinów 209. We wrześniu 1939 zajęty przez Sowietów, ale na mocy tajnego protokołu do Paktu Ribbentrop-Mołotow przekazany Niemcom. W listopadzie tegoż roku z rąk nacjonalistów ukraińskich zginął Jan Podhorecki, komendant powiatowy Policji Państwowej, a w 1943 r. Antoni Burczycki, naczelnik poczty. Do końca 1945 r. banderowcy zabili łącznie 54 Polaków. Podczas okupacji niemal cała żydowska społeczność została zamordowana w obozie zagłady w Bełżcu. 19 lipca 1944 Krystynopol został zdobyty przez Armię Czerwoną i wkrótce potem przekazany pod władzę Polski, a w pierwszych latach powojennych był miejscowością przygraniczną w województwie lubelskim. W latach 1934–1951 siedziba gminy Krystynopol.
15 lutego 1951 został przekazany ZSRR, na mocy umowy międzypaństwowej. W zamian za część województwa lubelskiego z kilkoma miastami bogatymi w substancję zabytkową, Polska otrzymała 3 czerwca 1951 rejon ustrzycki. Prawdziwym powodem wymiany były znajdujące się w okolicy bogate złoża węgla kamiennego, dzięki eksploatacji których Krystynopol w latach późniejszych rozrósł się kilkakrotnie.
Pałac w Szeptyckim w okresie ZSRR pełnił funkcję muzeum ateizmu i obecnie znajduje się w remoncie. Ponownie otwarty w 1990 kościół Ducha Świętego z 1692 został przekazany prawosławnym na cerkiew. 
Z kolei wierni obrządku rzymskokatolickiego, pozbawieni swojej świątyni, najpierw korzystali z kaplicy w pobliskiej wsi, a następnie w 2003 r. nabyli działkę w mieście, rozpoczynając budowę nowego kościoła i zabudowań parafialnych. 

## Demografia
W 1977 miasto liczyło 53 tys. mieszkańców.
W 1985 liczyło 67 tys. mieszkańców.
W 1989 liczyło 72 047 mieszkańców.
Według ukraińskiego spisu powszechnego z 2001 wynika, że w mieście żyło 70 300 ludzi, w tym 4500 Rosjan (6,4%) i 100 (0,15%) Polaków.
W 2013 liczyło 68 000 mieszkańców. 
W Szeptyckim działa m.in. oddział Towarzystwa Kultury Polskiej Ziemi Lwowskiej. 
W Krystynopolu urodzili się:
- Franciszek Salezy Potocki (1700) – magnat, właściciel miasta
- Janina Hurynowicz (1894) – polska neurofizjolog, profesor Uniwersytetu Mikołaja Kopernika w Toruniu, a przed II wojną światową Uniwersytetu Stefana Batorego w Wilnie, neurolog i psychiatra,
- Stanisław Malec (1895) – polski fizyk, nauczyciel, popularyzator techniki, dyrektor Państwowego Instytutu Robót Ręcznych w Warszawie.
- Andrij Parubij (1971) – komendant Euromajdanu i koordynator Samoobrony Majdanu, deputowany do Rady Najwyższej Ukrainy, w latach 2016–2019 jej przewodniczący.

Z Krystynopolem jest związana akcja powieści Antoniego Malczewskiego Maria.

## Zabytki
- pałac Potockich nazywany zamkiem, wzniesiony w XVIII w. przez Franciszka Salezego Potockiego, obecnie oddział lwowskiego muzeum historii religii
- cerkiew i klasztor oo. bazylianów z XVIII w., obecnie cerkiew św. Jura
- cerkiew św. Włodzimierza z 1703 r., dawniej kościół oo. bernardynów pw. Ducha Świętego, ufundowany przez Józefa Felicjana Potockiego.